# Mutayr
Els Mutayr (àrab: مطير, Muṭayr) són una de les principals tribus beduïnes d'Aràbia avui a l'Aràbia Saudita i a Kuwait. Estant dividits en occidentals (Banu Abdillah) i orientals (Ilwa), dominats aquestos darrers pel clan dels Dushan (singular Duwish). És una tribu classificada com a noble, dedicada tradicionalment a la criança de camells. Originalment eren una tribu de la regió entre la Meca i Medina i són esmentats per primer cop el 1669. Al segle xviii amb el suport dels Ghatan o Kahtan van arrabassar als Aniza o Anaza les pastures del Nedjd central, on es van establir expulsant als Anaza cap al nord. Tenien relacions de clientela amb la principal tribu, els Utayba. Van derrotar els Banu Khalid amb ajut dels ajmans el 1823 a la plana d'Amra. El 1827 però es van aliar als Banu Khalid contra Turki Ibn Saud. Es van oposar als saudites a vegades aliats als Al Rashid de Shammar i a vegades als egipcis. A la segona meitat del segle xix portaven les seves pastures cap al-Ahsa i Kuwait després de l'eclipsi dels Banu Khalid. A l'inici del segle xx van fer aliança amb els saudites unint-se als al-Ikhwan i sent la punta de llança dels atacs al Hijaz, a Shammar i a Kuwait amb un paper destacat en el moviment dels Ikhwan, i després en la rebel·lió d'aquestos contra Ibn Saud, sota la direcció de Faysal al-Duwish, que va dirigir diverses incursions contra els britànics a l'Iraq, fins que el 1930 es va haver de rendir als anglesos a Djahra, i fou entregat als saudites, morint presoner d'aquestos.